# Línea 187 (Montevideo)
La línea 187 es una línea de transporte urbano de Montevideo, une la Ciudad Vieja o la Plaza Independencia con el Palacio de la Luz. 

## Recorridos
| IDA (Desde Ciudad Vieja) - Ciudadela - 25 de Mayo - Juncal - Cerrito - Juan Lindolfo Cuestas - Buenos Aires - Plaza Independencia - Avenida 18 de Julio - Bulevar General Artigas - Avenida Italia - Avenida Dr. Americo Ricaldoni - Avenida Dr. Manuel Albo - Gerardo Grasso - Avenida Gral. Jose Garibaldi - José L. Terra - Avenida General Venancio Flores - Circ. Palacio Legislativo (Avenida de las Leyes) - Colombia - Avenida General Rondeau - Gral. Pacheco - Calle Mendoza - Palacio de la Luz IDA (Desde Plaza Independencia) - Plaza Independencia - Avenida 18 de Julio - Continúa a su ruta habitual... | VUELTA - Mendoza - Gral. Caraballo - Avenida Agraciada - Circ. Palacio Legislativo (Avenida de las Leyes) - Avenida General Venancio Flores - Avenida Gral. Jose Garibaldi - Avenida Dr. Manuel Albo - Avenida Italia - Salvador Ferrer Serra - Juan Paullier - Avenida 18 de Julio - Plaza Independencia - Ciudadela - 25 de Mayo - Juncal - Cerrito |

## Paradas
|
IDA
| Código | Parada                 |
| ------ | ---------------------- |
| 5124   | Mercedes               |
| 4041   | Juncal                 |
| 4763   | Bartolomé Mitre        |
| 4764   | Treinta Y Tres         |
| 4765   | Zabala                 |
| 4773   | Pérez Castellano       |
| 4774   | Guaraní                |
| 5106   | 25 de Mayo             |
| 4929   | Washington             |
| 4769   | Guaraní                |
| 4770   | Colón                  |
| 4771   | Misiones               |
| 4772   | Ituzaingó              |
| 5108   | Juan Carlos Gómez      |
| 3177   | W.F.Aldunate           |
| 4189   | Plaza Cagancha         |
| 3179   | Ejido                  |
| 4204   | Tacuarembó             |
| 4202   | Gaboto                 |
| 3180   | Arenal Grande          |
| 4005   | Dr. Joaquín Requena    |
| 4007   | Dr. Mario Cassinoni    |
| 2071   | Morales                |
| 2121   | Pte. Lorenzo Batlle    |
| 2122   | Av. Dr. A. Ricaldoni   |
| 3793   | 8 de Octubre           |
| 3234   | Juan Ramon Gomez       |
| 3235   | Monte Caseros          |
| 3236   | Emilio Raña            |
| 3795   | Cuñapirú               |
| 3796   | Rivadavia              |
| 3797   | Vilardebo              |
| 3798   | Martin C Martinez      |
| 3799   | Guaviyu                |
| 2406   | Av Gral Jose Garibaldi |
| 2407   | Rivadavia              |
| 2409   | Domingo Aramburu       |
| 2410   | Libres                 |
| 2411   | Isidoro De Maria       |
| 2412   | Yatay                  |
| 4326   | Francisco De Paula     |
| 4327   | Av Gral Rondeau        |
| 568    | Cnel. Fco. Tajes       |
| 4416   | Paraguay               |

|
VUELTA
| Código | Parada                   |
| ------ | ------------------------ |
| 3923   | Gral Francisco Caraballo |
| 3726   | Cnel Francisco Tajes     |
| 3736   | Gral Freire              |
| 3746   | César Díaz               |
| 3663   | Guatemala                |
| 3665   | Hocquart                 |
| 5248   | Av De Las Leyes          |
| 3803   | Isidoro De Maria         |
| 2417   | Libres                   |
| 3883   | Domingo Aramburu         |
| 2418   | Rivadavia                |
| 3805   | Av Gral Jose Garibaldi   |
| 3787   | Porongos                 |
| 3789   | Vilardebo                |
| 3790   | Rivadavia                |
| 3809   | Dr Juan Jose de Amezaga  |
| 3237   | Emilio Raña              |
| 3238   | Monte Caseros            |
| 3239   | Casmu N.º 3              |
| 3240   | 8 de Octubre             |
| 3791   | Av Italia                |
| 2192   | Pte. Berro               |
| 2193   | Tres Cruces              |
| 4009   | Juan Paullier            |
| 4011   | Arenal Grande            |
| 4013   | Gaboto                   |
| 4014   | Carlos Roxlo             |
| 4016   | Ejido                    |
| 3913   | Plaza Cagancha           |
| 4018   | Convención               |

|}

## Barrios
La línea 187 atraviesa los barrios: Aduana, Ciudad Vieja, Centro, Cordón, Tres Cruces, Parque Batlle, La Blanqueada, La Figurita, Goes, La Aguada.

## Destinos Intermedios
IDA
1. Palacio Legislativo
2. General Flores y Garibaldi

VUELTA
1. Plaza Independencia